# Enicophlebia pallida
Enicophlebia pallida är en bönsyrseart som beskrevs av John Obadiah Westwood 1889. Enicophlebia pallida ingår i släktet Enicophlebia och familjen Iridopterygidae. Inga underarter finns listade i Catalogue of Life.